# Dinàmica del sòlid rígid
La dinàmica d'un sòlid rígid estudia el moviment i equilibri de sòlids materials ignorant-ne les deformacions. Es tracta, per tant, d'un model matemàtic útil per estudiar una part de la mecànica de sòlids, ja que tots els sòlids reals són deformables. S'entén per sòlid rígid un conjunt de punts de l'espai que es mouen de tal manera que no se n'alteren les distàncies, sigui quina sigui la força que hi actua (matemàticament, el moviment d'un sòlid rígid ve donat per un grup uniparamètric d'isometries).

## Cinemàtica del sòlid rígid

### Centre de gravetat
El centre de massa d'un sistema continu és el punt geomètric definit com:

(1){\displaystyle \mathbf {r} _{\text{CM}}={\frac {\int \mathbf {r} dm}{\int dm}}={\frac {\int \mathbf {r} dm}{M}}}

En mecànica del sòlid rígid, el centre de massa s'usa perquè prenent un sistema de coordenades que s'hi centra, l'energia cinètica total {\displaystyle K} pot expressar-se com:

(2){\displaystyle {K={1 \over 2}Mv^{2}+K_{rot}}}

sent {\displaystyle M} la massa total del cos, {\displaystyle v} la velocitat de translació del centre de masses i {\displaystyle K_{rot}} l'energia cinètica de rotació del cos, expressable en termes de velocitat angular i el tensor d'inèrcia.

### Velocitat angular
Sigui una partícula qualsevol d'un sòlid rígid el qual es desplaça girant. Atès que tots els punts estan rígidament connectats podem fer la següent descomposició de posició i velocitats, prenent un punt de referència arbitrari {\displaystyle \mathbf {r} _{0}}:

(3a){\displaystyle \mathbf {r} (t,\mathbf {r} _{0})=\mathbf {r} _{c}(t)+\mathbf {r} (t,\mathbf {r} _{0})=\mathbf {r} _{c}(t)+A(t)\mathbf {r} _{0}}

(3b){\displaystyle \mathbf {v} (t,\mathbf {r} _{0})=\mathbf {v} _{c}(t)+{\boldsymbol {\omega }}(t)\times \mathbf {R} (t,\mathbf {r} _{0})=\mathbf {v} _{c}(t)+{\boldsymbol {\omega }}(t)\times (\mathbf {r} (t,\mathbf {r} _{0})-\mathbf {y} _{c}(t))=\mathbf {v} _{c}(t)+{\boldsymbol {\omega }}(t)\times A(t)\mathbf {y} _{0}}

(3c){\displaystyle A'(t)\mathbf {r} _{0}={\boldsymbol {\omega }}(t)\times A(t)\mathbf {y} _{0}}

On
- {\displaystyle \mathbf {r} } és el vector posició del punt o partícula
- {\displaystyle \mathbf {r} _{c}} és la posició d'un punt de referència del sòlid
- {\displaystyle A(t)\in SO(3)} és l'orientació, que ve donada per una matriu ortogonal
- {\displaystyle \mathbf {R} } és la posició de la partícula respecte al punt de referència del cos al llarg del temps amb una orientació variable.
- {\displaystyle \mathbf {r} _{0}} és la posició de la partícula respecte al punt de referència del cos en l'orientació de referència inicial.
- {\displaystyle {\boldsymbol {\omega }}} és la velocitat angular
- {\displaystyle \mathbf {v} } és la velocitat total de la partícula
- {\displaystyle \mathbf {v} _{c}} és la velocitat de translació o velocitat del punt de referència.

### Moment angular o cinètic
Article principal: Moment angular
El moment angular és una magnitud física important perquè en molts sistemes físics constitueix una magnitud conservada, que sota certes condicions de les forces que s'apliquen al cos és possible associar-li una llei de conservació. El fet que el moment angular, sota certes circumstàncies, sigui una magnitud constant, pot ser aprofitat en la resolució de les equacions de moviment. En un instant donat, i fixat un punt de l'espai en el punt origen O, es defineix el moment angular {\displaystyle \mathbf {L} _{O}} d'un sistema de partícules respecte a aquest punt com la integral següent:

(4){\displaystyle \mathbf {L} _{O}=\int _{V}\rho (\mathbf {r} _{O}\times \mathbf {v} _{O})\quad dV}

On {\displaystyle \mathbf {V} } és el volum del sòlid, {\displaystyle \rho (\mathbf {r} )} és la densitat màssica en cada punt, {\displaystyle \mathbf {v} _{O},\mathbf {r} _{O}} són la velocitat d'una partícula del cos i el vector de posició respecte a O. Convé recordar que el valor de {\displaystyle \mathbf {r} _{O}} depèn del punt O que es triï. Per a l'estudi de sòlids rígids en moviment convé escollir un "punt mòbil" (és a dir, per a cada instant del temps considerarem un punt diferent de l'espai). Per exemple podem avaluar el moment angular respecte al centre de masses {\displaystyle G} del sòlid:

(5){\displaystyle \mathbf {v} _{G}={\boldsymbol {\omega }}\times \mathbf {r} }

(6){\displaystyle \mathbf {L} _{G}=\int _{V}\rho \left[\mathbf {r} \times ({\boldsymbol {\omega }}\times \mathbf {r} )\right]dV=\int _{V}\rho \left[(\mathbf {r} \cdot \mathbf {r} ){\boldsymbol {\omega }}-\mathbf {r} (\mathbf {r} \cdot {\boldsymbol {\omega }})\right]dV}

On s'ha introduït l'abreujament {\displaystyle \mathbf {r} =\mathbf {r} _{G}}.

### Espai de configuració d'un sòlid rígid
La mecànica lagrangiana per descriure un sistema mecànic amb un nombre finit de graus de llibertat es defineix com una varietat diferenciable anomenada espai de configuració. El moviment del sistema es descriu com un conjunt de trajectòries al llarg de l'espai de configuració. Per a un sòlid rígid amb un punt immòbil (només existeix rotació) l'espai de configuració ve donat per la varietat diferenciable del grup de rotació SO(3). Quan el sòlid té translació i rotació de tots els seus punts l'espai de configuració és E+(n), el subgrup d'isometria del grup euclidià (combinacions de translacions i rotacions).

## Tensor d'inèrcia
Quan s'estudia el moviment d'un sòlid rígid resulta convenient descompondre'l en un moviment de translació més un moviment de rotació:
1. Per descriure la translació només necessitem calcular les forces resultants i aplicar les lleis de Newton com si es tractés de punts materials.
2. En canvi la descripció de la rotació és més complexa, ja que necessitem alguna magnitud que defineixi com està distribuïda la massa al voltant de cert punt o de l'eix de rotació (per exemple un eix que passi pel centre de massa). Aquesta magnitud és el tensor d'inèrcia que caracteritza la inèrcia rotacional del sòlid.

Aquest tensor d'inèrcia del sòlid rígid es defineix com un tensor simètric de segon ordre tal que la forma quadràtica construïda a partir del tensor i la velocitat angular {\displaystyle \omega } dona l'energia cinètica de rotació, és a dir:

(7){\displaystyle E_{rot}={\frac {1}{2}}\left({\begin{matrix}\omega _{x}&\omega _{y}&\omega _{z}\\\end{matrix}}\right)\left({\begin{matrix}I_{xx}&I_{xy}&I_{xz}\\I_{yx}&I_{yy}&I_{yz}\\I_{zx}&I_{zy}&I_{zz}\end{matrix}}\right)\left({\begin{matrix}\omega _{x}\\\omega _{y}\\\omega _{z}\\\end{matrix}}\right)={\frac {1}{2}}\sum _{j}\sum _{k}I_{jk}\omega _{j}\omega _{k}}

No només l'energia cinètica es pot expressar senzillament en termes del tensor d'inèrcia, si reescrivim l'expressió (6) per al moment angular introduint-hi la definició del tensor d'inèrcia, veiem que aquest tensor és l'aplicació lineal que relaciona la velocitat angular i el moment angular:

(8){\displaystyle \mathbf {L} _{G}=\mathbf {I} {\boldsymbol {\omega }}=\left({\begin{matrix}I_{xx}&I_{xy}&I_{xz}\\I_{yx}&I_{yy}&I_{yz}\\I_{zx}&I_{zy}&I_{zz}\end{matrix}}\right)\left({\begin{matrix}\omega _{x}\\\omega _{y}\\\omega _{z}\\\end{matrix}}\right)}

## Equacions del moviment

### Angles d'Euler
Article principal: angles d'Euler
Els angles d'Euler són tres coordenades angulars que permeten relacionar l'orientació d'un sistema d'eixos respecte a un altre. En mecànica del sòlid rígid es consideren normalment dos sistemes de referència: un sistema d'eixos fix o associat a un observador inercial i un altre mòbil respecte al primer però solidari amb el sòlid rígid. Encara que tècnicament és possible plantejar les equacions de Newton per al sistema inercial relacionant les magnituds del sistema associat al sòlid rígid mitjançant la matriu de rotació associada als angles d'Euler, resulta un sistema d'equacions poc pràctic a causa que en aquest sistema el tensor d'inèrcia varia amb el temps. D'altra banda, els àngles d'Euler proporcionen tres coordenades generalitzades adequades per descriure el moviment de sòlids rígids mitjançant els mètodes de la mecànica lagrangiana.

### Equacions d'Euler
Article principal: Equacions d'Euler
Quan les equacions del moviment d'un sòlid rígid s'expressen en un sistema de referència no inercial solidari amb els eixos principals d'inèrcia del sòlid rígid prenen una fórmula particularment simple coneguda com a equacions d'Euler. En general, en aquest sistema de referència és molt més senzill integrar les equacions de moviments que en un sistema de referència inercial i no solidari amb el cos. Les equacions d'Euler per al moviment d'un sòlid rígid tenen la forma:

(9){\displaystyle {\begin{matrix}I_{1}{\dot {\omega }}_{1}+(I_{3}-I_{2})\omega _{2}\omega _{3}&=&M_{1}\\I_{2}{\dot {\omega }}_{2}+(I_{1}-I_{3})\omega _{3}\omega _{1}&=&M_{2}\\I_{3}{\dot {\omega }}_{3}+(I_{2}-I_{1})\omega _{1}\omega _{2}&=&M_{3}\end{matrix}}}

on {\displaystyle M_{k}}, són les components vectorials del moment o torque total aplicat, {\displaystyle I_{k}}, són els moments principals d'inèrcia i {\displaystyle \omega _{k}} són les components del vector velocitat angular {\displaystyle \omega } segons els eixos principals d'inèrcia.

### Baldufa simètrica

Moviment complex d'un sòlid rígid que presenta precessió al voltant de la direcció del moment angular a més rotació respecte al seu eix de simetria

Es diu baldufa simètrica a un sòlid rígid de revolució, amb dos dels seus moments d'inèrcia principals iguals {\displaystyle I_{1}=I_{2}\neq I_{3}}. Com en una baldufa simètrica es poden escollir arbitràriament els eixos 1 i 2, convé aprofitar aquest fet per simplificar les expressions prenent l'eix 1 paral·lel a la línia nodal dels angles d'Euler la qual cosa equival a {\displaystyle \phi =0}. La qual cosa fa que les velocitats angulars en el sistema de referència no inercial vinguin donades per:

(10){\displaystyle {\boldsymbol {\omega }}={\begin{Bmatrix}\omega _{1}\\\omega _{2}\\\omega _{3}\end{Bmatrix}}={\begin{Bmatrix}{\dot {\theta }}\\{\dot {\phi }}\sin \theta \\{\dot {\phi }}\cos \theta +{\dot {\psi }}\end{Bmatrix}}}

L'energia cinètica de rotació una baldufa simètrica pot expressar-se en termes dels angles d'Euler senzillament: 

(11){\displaystyle E_{c}={\frac {1}{2}}\left(I_{1}\omega _{1}^{2}+I_{1}\omega _{2}^{2}+I_{3}\omega _{3}^{2}\right)={\frac {I_{1}}{2}}\left({\dot {\phi }}^{2}\sin ^{2}\theta +{\dot {\theta }}^{2}\right)+{\frac {I_{3}}{2}}\left({\dot {\phi }}\cos \theta +{\dot {\psi }}\right)^{2}}

D'altra banda si es pren l'eix Z del sistema de referència alineat amb el moment angular del sòlid rígid es té de les components del moment angular i la relació amb la velocitat angular són:

(12){\displaystyle \mathbf {M} ={\begin{Bmatrix}0\\M\sin \theta \\M\cos \theta \end{Bmatrix}}={\begin{bmatrix}I_{1}&0&0\\0&I_{1}&0\\0&0&I_{3}\end{bmatrix}}{\begin{Bmatrix}\omega _{1}\\\omega _{2}\\\omega _{3}\end{Bmatrix}}={\begin{Bmatrix}I_{1}{\dot {\theta }}\\I_{1}{\dot {\phi }}\sin \theta \\I_{3}{\dot {\phi }}\cos \theta +{\dot {\psi }}\end{Bmatrix}}}

Escrivint component a component aquestes equacions es té que:

(13){\displaystyle {\dot {\theta }}=0\qquad I_{1}{\dot {\phi }}=M\qquad I_{3}\omega _{3}=I_{3}({\dot {\phi }}\cos \theta +{\dot {\psi }})=M\cos \theta }

La primera equació ens diu que en el moviment lliure d'una baldufa simètrica aquesta no remata, és a dir, no hi ha moviment de nutació, ja que l'angle format per eix de rotació i el moment angular es manté constant en el moviment. La segona descriu el moviment de precessió d'acord amb el qual l'eix de rotació (que coincideix amb la direcció de la velocitat angular) gira al voltant de la direcció del moment angular (eix Z). La tercera equació dona la velocitat de rotació del sòlid al voltant del seu tercer eix d'inèrcia.

### Baldufa asimètrica
Una baldufa asimètrica és un sòlid rígid tal que cap dels seus tres moments principals d'inèrcia té el mateix valor, és comú anomenar en ordre ascendent com: {\displaystyle I1<I2<I3}. En el moviment de gir lliure d'una baldufa té dues integrals de moviment:

(14a){\displaystyle {\frac {L_{1}^{2}}{I_{1}}}+{\frac {L_{2}^{2}}{I_{2}}}+{\frac {L_{3}^{2}}{I_{3}}}=2E\;}

(14b){\displaystyle L_{1}^{2}+L_{2}^{2}+L_{3}^{2}=L^{2}\;}

Com que només hi ha tres coordenades angulars i existeixen aquestes dues restriccions, les components del moment angular només poden variar al llarg d'una corba donada per la intersecció de l'el·lipsoide (14a) i l'esfera (14b). Així mateix, es pot veure que el gir al voltant dels eixos d'inèrcia associat als moments {\displaystyle I_{1},I_{3}} és estable mentre que l'associat a {\displaystyle I_{2}} és inestable, és a dir, qualsevol petita pertorbació canvia dràsticament les trajectòries del moviment. Per {\displaystyle L^{2}>2EI_{2}} les equacions paramètriques de variació de les velocitats angulars venen donades per les funcions el·líptiques de Jacobi:

(15){\displaystyle {\begin{aligned}\omega _{1}={\sqrt {\frac {2EI_{3}-L^{2}}{I_{1}(I_{3}-I_{1})}}}{\mbox{cn}}\tau \\\omega _{2}={\sqrt {\frac {2EI_{3}-L^{2}}{I_{1}(I_{3}-I_{2})}}}{\mbox{sn}}\tau \\\omega _{3}={\sqrt {\frac {L^{2}-2EI_{1}}{I_{1}(I_{3}-I_{2})}}}{\mbox{dn}}\tau \end{aligned}}}

amb:

(16){\displaystyle \tau =t{\sqrt {\frac {(I_{3}-I_{2})(L^{2}-2EI_{1})}{I_{1}I_{2}I_{3}}}}}

Si {\displaystyle L^{2}<2EI_{2}} n'hi ha prou intercanviar els subíndexs 1 i 3 en les anteriors expressions.
Finalment convé observar que quan {\displaystyle I_{1}\to I_{2}} les funcions el·líptiques de Jacobi es redueixen a funcions trigonomètriques ordinàries, i les equacions del moviment es redueixen a les d'una baldufa simètrica:

(17){\displaystyle {\mbox{sn}}\tau \to \sin \tau ,\quad {\mbox{cn}}\tau \to \cos \tau ,\quad {\mbox{dn}}\tau \to 1}

## Sòlid rígid en mecànica quàntica
La formulació quàntica es realitza mitjançant la quantificació de la varietat simplèctica de 12 dimensions associada a un sòlid rígid. L'espai de configuració d'un sòlid rígid és 
{\displaystyle SO(3)\times \mathbb {R} ^{3}}
i per tant un espai de Hilbert adequat per al sòlid rígid és isomorf al producte tensorial d'espais de funcions de quadrat integrable 
{\displaystyle L^{2}(SO(3),\mu _{H})\otimes L^{2}(\mathbb {R} ^{3},\mu _{L})}
On {\displaystyle \mu _{H},\ \mu _{L}} són respectivament la mesura de Haar de {\displaystyle SO(3)} i la mesura de Lebesgue de {\displaystyle \mathbb {R} ^{3}}.
Donada la compacitat de {\displaystyle SO(3)}, l'energia cinètica de rotació pot considerar-se com una suma directa d'operadors actuant sobre espais vectorials de dimensió finita.